# Alfred Durand-Claye
Alfred Augustin Durand-Claye, född 10 juli 1841 i Paris, död där 27 april 1888, var en fransk ingenjör. 
Durand-Claye studerade 1861–1866 vid École polytechnique och École des ponts et chaussées, anställdes 1868 som assistent vid några försök, som staden Paris lät utföra angående avloppsvattnets bortförande, och gav sitt stöd till att dräneringsanläggningen vid Gennevilliers tillkom. Denna anläggning blev efterhand under hans ledning utvidgad till att omfatta 650 hektar, och efter lång strid lyckades han till slut att uppnå allmänt erkännande åt dräneringsprincipen, så att det kort före hans död ytterligare en utvidgning (anläggningen vid Achères tillkom). Medan denna frågas genomförande och i det hela förbättring av Paris kloaksystem var hans huvudsakliga verk, ägnade han sig även åt annat: först och främst med kloakprojekt för andra städer (bland annat Budapest, Odessa, Genève, Cannes och Le Havre); vidare var han (från 1880) professor vid École des ponts et chaussées och vid École nationale supérieure des beaux-arts, och slutligen ägnade han sig åt teoretiska undersökningar på helt andra tekniska områden (avhandlingar om bland annat valvs stabilitet, kupolvalv och bågbroar). Vid sin död var han Ingénieur en chef des ponts et chaussées.